# Pocsiella hydrogonioides
Pocsiella hydrogonioides là một loài rêu trong họ Dicranaceae. Loài này được Bizot mô tả khoa học đầu tiên năm 1980.